# Jimmy Skidmore
James Richard Skidmore (Londen, 8 februari 1916 - aldaar, 22 augustus 1998) was een Britse jazz-tenorsaxofonist in de traditionele en mainstream jazz.
Skidmore speelde aanvankelijk gitaar, toen hij twintig was stapte hij over op de saxofoon. Begin jaren veertig speelde hij met George Shearing in West London Rhythm Club en het Radio Rhythm Club Quartet van de BBC. Daarna speelde hij bij Harry Parry (1942), Carlo Krahmer (1943), Frank Deniz en Eric Winstone (1944). Hij was lid van de groep van Vic Lewis en Jack Parnell (1945-1947), vervolgens was hij actief bij Victor Feldman en Basil Kirchin. In 1949 werkte hij in het kwintet van Ralph Sharon en in 1951 sloot hij zich aan bij de groep van Kenny Baker. Hierna volgden periodes bij Terry Brown en Kenny Graham. Van 1954 tot 1956 speelde hij bij Eric Delaney. In 1957 was hij bij Tubby Hayes en in hetzelfde jaar ging hij werken bij Humphrey Lyttelton, waar hij tot 1960 bleef. Bij Lyttelton speelde hij naast mannen als Tony Coe en Joe Temperley. In de jaren zestig en zeventig werkte hij als freelancer, vaak in kleine groepen met zijn zoon Alan Skidmore. Daarnaast deed hij af en toe ook werk buiten de muziek, onder meer in een supermarkt. In de jaren tachtig en negentig leidde hij af en toe een eigen groep, ook speelde hij bij anderen.
Skidmore is te horen op plaatopnames van onder meer George Chisholm, Don Rendell, Ronnie Scott en Joe Harriott.

## Referentie
- Biografie door David Taylor, met uitgebreide discografie